# Francisco Zacarés Fort
Francisco Zacarés Fort (Albal, 1962) és un compositor i director de banda valencià. És professor al Conservatori Professional de Música de Torrent, en les asignatures d'harmonia, anàlisi i fonaments de la composiciò.

## Biografia
Realitzà els seus estudis musicals al Conservatori Superior de Música Joaquín Rodrigo de València, on va obtindre els títols superiors en les especialitats d'harmonia, contrapunt, composició i instrumentació, solfeig i teoria de la música, transposició i acompanyament, direcció d'orquestra i cors, trombó, pedagogia musical, i musicologia; amb mestres com Luis Blanes, Manuel Galduf, Amand Blanquer, Joaquín Vidal, Eduardo Cifre, José Maria Vives i Francesc Tamarit Fayos.
El 1986 obté la diplomatura en harmonia i acompanyament, i el 1995 guanya el primer premi al Concurs de Composició per a Banda (WMC), amb l'obra Díptic Symfonic a Kerkrade (Països Baixos). Aquesta obra seria obligada a l'edició de 1997 del Certamen de Kerkrade, en la Divisió de Concert. Les seues composicions han sigut interpretades arreu del món, així com en certàmens tant nacionals com internacionals com ara el WMC Kerkrade (Holanda), el Flicorn d'or a Riva del Garda (Itàlia), Certamen de Bandes Amateurs a Lilla (França), Certamen Internacional de Bandes de Música Ciutat de València, Certamen Provincial de València, Certamen de la Comunitat Valenciana, Certamen Ciutat de Múrcia, Certamen Provincial de Bandes de Pontevedra (Galícia), etc. A més, compta amb una discografia de diversos Cd, on s'arrepleguen gran part de les seues obres, així com diversos premis en certàmens internacionals de composició que confirmen l'èxit de l'obra de Zacarés.
Francisco Zacarés Fort, ha dirigit la banda de la Societat Musical Unió de Pescadors de València, situada al Cabanyal, amb la qual guanyà el 1993 la menció d'honor de la Segona Secció del Certàmen Provincial de València. També va dirigir la banda de la Societat Musical Santa Cecília de Guadassuar, És professor de l'assignatura d'harmonia, anàlisi i fonaments de composició al Conservatori Professional de Música de Torrent.
Actualment, és director de la Banda del Cercle Católic de Torrent.

## Obra

### Per a banda
- Abstraccions Eufòriques
- Caribdis
- De Causis - The Order of the Chaos
- Díptic Simfònic

1. Andante
2. Allegro Energico

- En el Albero (pasdoble)
- Exégesis
- Himno de la Sociedad Musical Unión de Pescadores
- Iocundum

1. Agmen
2. Laudum
3. Fictum
4. Ludus

- In versus
- Juan Reus (pasdoble)
- Kephyr
- Locundum
- Lucentum Symphony
- Lux mundi
- Respighiana
- Santa Cecilia
- Sant Roc (pasdoble dedicat als festers de Sant Roc de Guadassuar)
- Scylla
- Suite a Banda
- Tauromaquia (pasdoble)
- Triodion - El llibre de les Tres Odes
- Valhalla, Variaciones para Banda
- Vitalian concert
- Riproposta ( Percusión y orquesta )
- Oracles, per a dos trombons i dues trompes.

### Música de cambra
- Atárgatis, per a flauta, oboè, clarinet, fagot, trompeta, trompa, trombó i tuba
- Il-liberis, per a flauta i piano
- Remembrances, per a quintet de metalls
- Three Portraits, per a trompeta, mezzosoprano i piano

1. Adagio-allegro moderato
2. Lento Nostalgio
3. Allegro Energico

## Premis
- 1986 - Premi d'Honor per unanimitat del Conservatori de Música de València en l'especialitat d'harmonia i melodia acompanyada.
- 1995 - 1r premi del I Concurs de Composició per a Banda (WMC), amb l'obra Díptic Simfònic, a Kerkrade (Holanda). Va ser obra obligada en el Certamen de Kerkrade de 1997 en la Divisió de Concert.
- 1999 - 1r premi de l'International Trumpet Guild Composition Contest (ITG), amb l'obra Three Portraits for Trumpet, Mezzo and Piano, organitzat per la George Washington University de Washington DC, als Estats Units.
- 1999 - 1r premi del I Concurs de Composició per a Dolçaina i Banda de Música Ciutat d'Algemesí, amb l'obra Abstraccions Eufòriques per a dolçaina i banda.
- 2000 - 1r Premi del 21é Concurs de Composició d'Obres Originals per a Banda en 1a Categoria, a la ciutat de Corciano (Itàlia), amb l'obra Respighiana.
- 2002 - Premi del I Concurs Internacional de Composició Arturo Duo Vital a la ciutat de Castro Urdiales (Cantàbria, Espanya), amb l'obra Vitalian Concert.
- 2002 - 1r premi del VIII Concurs de Composició per a Banda de Música Rafael Rodríguez Albert (Edició Internacional) de la Diputació Provincial d'Alacant, amb l'obra Lucentum Symphony.
- 2007 - Menció d'honor del 1r Premi Internacional de Composició de Música per a Banda Vila de Muro a la millor obra presentada, amb l'obra In versus.
- 2008 - Premi Euterpe de la Federació Valenciana de Societats Musicals, amb l'obra Lucentum Symphony.
- 2008 - Premi del 6è Concurs Internacional de Composició Romualdo Marenco de la Ciutat de Novi Ligure (Itàlia), amb l'obra Lux mundi.
- 2009 - 2n premi del Second Tòquio Kosei Wind Orchestra Composition Competition i el Premi Especial Frederic Fennell, a Tòquio (Japó), amb l'obra De causis - The Order of the chaos. Obra obligada en el 125é Certamen Internacional de Bandes de València 2011, Secció d'Honor.
- 2010 - 3r premi i premi del públic del Concours International de Composition pour Orchestre d'Harmonie d'Harelbeke (Bèlgica), amb l'obra Triodion - El llibre de les Tres Odes.
- 2011 - 2n premi en el Concurs Europeu de Composició per a l'Orquestre National d'Harmonie des Jeunes de la CMF (Conférèdation Musicale Français)